# Идишизм
Идишизм (идиш ײִדישיזם‎) — лингвистическое движение, которое зародилось среди евреев в Восточной Европе во второй половине XIX века. Среди основателей этого движения можно считать Менделе Мойхер-Сфорим (1836—1917), И. Л. Перец (1852—1915) и Шолом-Алейхем (1859—1916). Идишизм зародился в конце XIX в. первоначально как «литературно-лингвистическое» движение за признание статуса языка идиш.
Идишизм выступил как национальная идеология, содержавшая в себе способы решения актуальных задач еврейского народа и модели его развития. Концепция идишизма основывалась на убеждении в том, что следует сохранить национальную жизнь еврейства как народа в диаспоре с помощью института национальной автономии посредством созидания «современной еврейской культуры» на идише — разговорном языке восточноевропейских ашкеназов, которых к началу Второй мировой войны насчитывалось около 11 миллионов.
Идишизм стал одной из важнейших версий альтернатив другой еврейской национальной идеологии — сионизму, который признавал иврит в качестве языка национальной культуры. Сионизм отрицал существование условий для развития еврейского народа в диаспоре, и единственной возможностью национального возрождения считал Эрец-Исраэль.
В 1861 году Шие-Мордхе Лившиц (1828—1878), который считается отцом идишизма и лексикографии идиша, опубликовал эссе под названием «Четыре класса» (идиш די פֿיר קלאַסן‎), в котором он назвал идиш полностью отдельным от немецкого и иврита языком и, в европейском контексте его аудитории, «родным языком» еврейского народа. В этом эссе, которое было опубликовано в 1863 году в раннем номере влиятельного идишского периодического издания «Кол Мевасер», он утверждал, что совершенствование и развитие идиша необходимы для гуманизации и образования евреев. В последующем эссе, опубликованном в том же периодическом издании, он также предложил идиш в качестве моста, связывающего еврейскую и европейскую культуры.
В 1908 году прошла Черновицкая конференция по языку идиш. Конференция провозгласила идиш современным языком с развивающейся высокой культурой. Организаторы этой конференции (Бенно Штраухер, Натан Бирнбаум, Хаим Житловский, Довид Пинский и Яков Гордин) выразили настоятельную необходимость делегатам в том, что идиш как язык и связующий клей евреев во всей Восточной Европе нуждается в помощи. Они объявили, что статус идиша отражает статус еврейского народа. Таким образом, только спасая язык, евреи как народ могут быть спасены от натиска ассимиляции. Конференция впервые в истории провозгласила идиш «национальным языком еврейского народа».